# Langenselbold
Langenselbold är en stad i Main-Kinzig-Kreis i Regierungsbezirk Darmstadt i förbundslandet Hessen i Tyskland.